# Michał Jasiczek
Michał Jasiczek (* 13. März 1994 in Lublin) ist ein polnischer Skirennläufer. Er startet hauptsächlich im Slalom sowie vereinzelt im Riesenslalom.

## Karriere
Jasiczek gab sein internationales Renndebüt am 10. September 2009 bei einem FIS-Riesenslalom in Portillo. Sein erstes internationales Großereignis bestritt er bei den Juniorenweltmeisterschaften 2011 in Crans-Montana. Dort erreichte er den 47. Rang im Slalom.
Sein Debüt im Weltcup gab Jasiczek am 18. Dezember 2012 beim Slalom von Madonna di Campiglio, wo er jedoch bereits im ersten Durchgang ausschied. Noch in derselben Saison nahm er erstmals an einer Weltmeisterschaft teil. Bei den Wettkämpfen in Schladming schied er jedoch bereits im ersten Durchgang aus. Zu Saisonabschluss gewann er seinen ersten polnischen Meistertitel im Slalom.
Im darauffolgenden Jahr nahm er erstmals an Olympischen Winterspielen teil. In Sotschi erreichte er mit Rang 23 im Slalom sein bisher bestes Ergebnis in einem Einzelwettbewerb bei einem internationalen Großereignis. Vier Jahre später nahm Jasiczek erneut an den Olympischen Spielen in Pyeongchang teil. Bei den Olympischen Winterspielen 2022 in Peking erreichte er im Mannschaftswettbewerb den 10. Platz, wobei man sich in der ersten Runde Norwegen lediglich aufgrund der schnelleren Laufzeiten geschlagen geben musste.
Abgesehen von internationalen Großereignissen startet Jasiczek hauptsächlich bei den diversen kontinentalen Rennserien der FIS wie etwa dem Europacup. Seine bisher größten Erfolge feierte er dabei im Far East Cup. So gewann er dort bisher zwei Rennen und belegte in den Saisonen 2017/18 bzw. 2023/24 den dritten Platz in der Slalomwertung.

## Erfolge

### Olympische Winterspiele
- Sotschi 2014: 23. Slalom
- Pyeongchang 2018: DNF Slalom, DNS Riesenslalom
- Peking 2022: 10. Mannschaft, DNF Riesenslalom, DSQ Slalom

### Weltmeisterschaften
- Schladming 2013: DNF Slalom
- St. Moritz 2017: DNF Slalom
- Courchevel/Méribel 2023: DNF Slalom

### Juniorenweltmeisterschaften
- Crans-Montana 2011: 47. Slalom
- Roccaraso 2012: 30. Slalom
- Québec 2013: DNF Slalom
- Jasná 2014: 10. Slalom, DNF Riesenslalom
- Hafjell 2015: DNF Slalom

### Europacup
- 3 Platzierungen unter den besten 30

### Far East Cup
- 8 Podestplätze, davon 2 Siege

| Datum           | Ort       | Land     | Disziplin |
| --------------- | --------- | -------- | --------- |
| 28. Januar 2023 | Akan      | Japan    | Slalom    |
| 2. Februar 2024 | Yongpyong | Südkorea | Slalom    |

### Nor-Am Cup
- 4 Platzierungen unter den besten 10

### Australian New Zealand Cup
- 5 Platzierungen unter den besten 10

### Universiade
- Trentino 2013: DNF Slalom

### Europäisches Olympisches Winter-Jugendfestival
- Liberec 2011: 13. Slalom, 31. Riesenslalom

### Weitere Erfolge
- Polnischer Meister im Slalom (2012, 2015)
- Polnischer Vizemeister im Slalom (2013)
- Polnischer Vizemeister im Riesenslalom (2019)
- 5 Siege bei FIS-Rennen